# 眞木蔵人
眞木 蔵人（まき くろうど、1972年10月3日 - ）は、日本の男性俳優、ラッパー、プロサーファー。ラッパーとしては「AKTION」（アクション）と名乗っている。
芸能事務所は株式会社SOLOMON I&I PRODUCTION、レコード会社はポニーキャニオン内「UBG RECORDS」にそれぞれ所属する。

## 人物
東京都立川市出身。堀越高等学校中退。牛肉と豚肉を食べないベジタリアンである。
芸能人の二世俳優として人気を得た後は、主に映画を中心に活動し、プロモーションビデオの監督などの活動歴もある。またサーフィンを得意としており、サーフショップを営んでいる。兄弟や仲間達と共にBREDREN DESIGN（ブレジン デザイン）を設立。また、AKTIONという名前でラッパーとしても活動している。
父がレギュラー出演していた『救急戦隊ゴーゴーファイブ』の41話にゲスト出演し、親子共演が実現した。自身も子供の頃にスーパー戦隊シリーズを熱心に視聴しており、また現在では数少ないフィルム（16mm）で撮影しているテレビ作品だということもあって興味があり、父に相談したところ実現したとのことである。共演した西岡竜一朗は、真木について共にいい作品を作ろうと思える兄貴分であったといい、ラストシーンでの敬礼は西岡から真木への敬意も込めていたと述べている。また西岡は、真木親子は互いに尊重しあっており、熱くて真剣な同じ血が流れているのを感じたとも評している。

### 経歴
マイク眞木を父親、前田美波里を母親とする芸能夫婦のもとに生まれた。異母弟の次弟として眞木勇人、三弟として眞木泰人がおり、後に2人はともにプロサーファーとなった。
学生時代はラグビーに熱中していた真木ではあるが、1988年（昭和63年）のNHK大河ドラマ『武田信玄』への出演で俳優デビューした。このドラマで眞木は武田信玄の少年期、及び武田勝頼を演じた。1990年（平成2年）の『邦ちゃんのやまだかつてないテレビ』内のコーナー、「十二単衣に着がえたら」、「タイムパトロール牛若丸子」ではコントにも挑戦していた。
2005年（平成17年）より月刊スキャンダル誌「BUBKA」にてコラム「蔵人独白（くろうどのひとりごと）」を連載。独自の言語感覚、強烈な批判精神と絶妙のユーモアで人気を得る。ライターの吉田豪をして「最強のコラムニスト」と言わしめた。ダイノジの大谷ノブ彦、RHYMESTERの宇多丸など、真木のコラムファンも多い。
2008年（平成20年）7月16日に1stアルバム「WHITEBOOK」、初エッセイ集「BLACKBOOK 蔵人独白」（コアマガジン）、サーフDVD「Claude Clauzo Show?」を同時リリースし、話題を呼んだ。エッセイ集「BLACKBOOK　蔵人独白」の読み方は「くろうどどくはく」であり、連載とは異なっている。また帯文は、タレントや映画監督である北野武の「心地よく耳が痛い」。

### 私生活
中学生の頃に、今所属するSOLOMON I&I PRODUCTION金子達也社長やチーマーと知り合い渋谷原宿六本木などで遊ぶ。
俳優としてデビューの後、妊娠したアメリカ人モデルの恋人に対するDVと認知をめぐる騒動で芸能マスコミを賑わせた。その後は、世間の目を振り払うかの如くハワイ在住だった父親の元へ身を寄せた後、母親が住むマンション「赤坂アーバンライフ」の別階に居住していたこともあった。
2003年（平成15年）、女性モデルの山田明子と再婚し同年に長女が誕生した。2010年（平成22年）2月、真木が21歳のときに認知した男児で当時16歳の高校生、NOAH（ノア）の芸能界デビューが発表された。また父であるマイクによると、蔵人の長女はマイクの長女と同じ幼稚園に通っていたとのことである。2012年（平成24年）、山田がブログにて離婚を発表した。
2016年（平成28年）5月6日、千葉県いすみ市にある眞木の自宅において、交際相手に対し暴行を加えたとして、傷害罪の容疑で逮捕された。その後、16日に処分保留として釈放された。この件に関して、自らMCを務める2016年8月22日放送のBAZOOKA!!!第178回放送分にて、事件の詳細について説明し、公式に謝罪を行った。

## 受賞
- 1989年（平成元年） 
  - 第6回ベストジーニスト（一般選出部門）
- 1990年（平成2年）
  - 第13回日本アカデミー賞新人俳優賞　『あ・うん』
- 1992年（平成4年）
  - 第1回東京スポーツ映画大賞主演男優賞　『あの夏、いちばん静かな海。』
- 1998年（平成10年） 
  - 第20回ヨコハマ映画祭主演男優賞『愚か者 傷だらけの天使』[7]

## 出演作品

### テレビドラマ
- 武田信玄（1988年、NHK） - 武田信玄の少年時代／武田勝頼 役
- 追いかけたいの!（1988年、フジテレビ） - 石坂鉄平 役
- 開局30周年記念ドラマスペシャル「ロス警察1989」（1989年2月1日、テレビ朝日）
- いまどき銀座物語ぼんぼん（1989年、フジテレビ） - 大原博 役
- 君の瞳に恋してる! Special（1989年10月9日、フジテレビ） - 上田涼介 役
- いつも誰かに恋してるッ（1990年、フジテレビ） - 各務築 役
- 特別企画ドラマ「閨閥」（1990年4月7日、TBS）
- ネコノトピアネコノマニア（1990年5月2日、NHK） - 菅野治 役
- 忠臣蔵（1990年12月26日、TBS） - 大石主税 役
- 世にも奇妙な物語『盗聴レシーバーの怪』（1991年1月10日、フジテレビ） - 主演
- 三都結婚物語 第3話「奈良篇 花嫁はゴースト」（1995年3月20日、関西テレビ）
- 翼をください!（1996年、フジテレビ） - 吉村臣 役
- 踊る大捜査線 第7話・第10話（1997年、フジテレビ） - 龍村 役
- ギフト 第11話（1997年、フジテレビ） - 永井 役
- 開局5周年記念「ヒロインたちの反乱 牧瀬里穂編・ドライブ」（1997年3月29日、WOWOW）
- 救急戦隊ゴーゴーファイブ・41話（1999年12月5日、テレビ朝日） - 工藤 役 ※実父のマイク眞木と共演
- サイコメトラーEIJI（1999年、日本テレビ） - 幾島丈二 役
- 人にやさしく 第10話「友情」（2002年3月11日、フジテレビ） - 洋介 役
- スローダンス（2005年、フジテレビ） - 梶誠 役
- P&Gパンテーンドラマスペシャル「トゥルーラブ」（2006年、フジテレビ） - 麻生弘也 役
- ドラマスペシャル「ジロチョー 清水の次郎長維新伝」（2010年1月13日、テレビ東京）
- 「やすらぎの刻〜道」（2020年1月～2月、テレビ朝日）廃棄物会社社長　荒巻三次　役

### 映画
- ソウル・ミュージック　ラバーズ・オンリー（1988年）
- あ・うん（1989年） - 石川義彦 役
- あの夏、いちばん静かな海。（1991年） - 主演・茂 役
- 傷だらけの天使（1997年）
- 愚か者 傷だらけの天使（1998年）
- 蘇える金狼（1998年）
- Dolphin Through ドルフィン・スルー（1998年） - 主演 ※原案も兼任
- BEAT（1998年）
- BROTHER（2000年）
- TOKYO G.P.（2001年）※友情出演
- ぼくんち（2002年）
- この世の外へ クラブ進駐軍（2003年）
- 3on3 スリー・オン・スリー（2003年）
- 亡国のイージス（2005年） - 宗像良昭 役
- バックダンサーズ!（2006年）
- 龍が如く 劇場版（2007年）
- 探偵物語（2007年）
- ごくつま刑事（2010年）
- 歌う!ヒットマン3D（2010年）
- ハードロマンチッカー（2011年）
- キリン POINT OF NO-RETURN!（2012年） - 主演
- ディアスポリス -DIRTY YELLOW BOYS-（2016年）
- 冬薔薇（ふゆそうび）（2022年） - 中本裕治 役[8]
- せかいのおきく（2023年） - 孝順 役[9]

### 配信ドラマ
- 警視庁麻薬取締課 MOGURA（2025年1月9日〈予定〉 - 、ABEMA） - ハルク 役[10]

### オリジナルビデオ
- ダブルキャスト（1998年）
- 蘇える金狼2 復活篇（1998年）

### OVA
- 風を抜け!（1988年） - 一文字慧 役

### バラエティ
- 特命リサーチ200X（1996年 - 2002年、日本テレビ） - 鷹木慎之介 役
- 邦ちゃんのやまだかつてないテレビ（1990年、フジテレビ）
- 虎の門（2001年、テレビ朝日）※142代目MC
- 孝太郎プラス（2005年、フジテレビ）
- シュガーヒルストリート（2006年 - 2007年、日本テレビ）
- BAZOOKA!!!（2011年10月 - 2016年9月、BSスカパー!）

### CM
- 電電公社（1979年）
- アルペン（1989年）
- 賃貸住宅情報（1996年）
- ラングラー（1997年）
- 七十七銀行（1997年）
- プロバイダーZERO　（2002年）※ナレーション
- au「最後のメール」編（2003年）

## 音楽
シングル
- Still Neva Enuff feat. ZEEBRA（UBG RECORDS/ポニーキャニオン） 2007年3月7日発売

アルバム
- WHITE BOOK （UBG RECORDS/ポニーキャニオン） 2008年7月16日発売

客演
- Neva Enuff feat. AKTION - ZEEBRA
- 男一匹 feat. HI-D & AKTION - 童子-T
- Wildin' Part II feat. Q & AKTION - ZEEBRA
- 360° Feat. OJ Flow, KM-MARKIT, AKTION, BRAIDZ, Gotz & Uzi - ZEEBRA
- 開放軍III feat. 神, KENTA5RUS, MASARU, 565, AKTION & DOB-ROC - UZI
- 正眼 Feat. Aktion - UZI
- ようこそ千葉 feat. AKTION- MAGASA
- ラストライン feat. AKTION, B-YAS & 秋田犬どぶ六 - DJ Celory
- SURVIBES feat. AKTION- OJ & ST
- HONBAN 2003 REMIX Feat. AKTION, MINESIN-HOLD - ラッパ我リヤ
- Matsuri～水戸～feat. Aktion a.k.a. 真木蔵人 - 翼 a.k.a. t-Ace
- GO BIG feat. AKTION - HI-TOP

- 湘南乃風　カラス　PV